# 柳支英
柳支英（1905年—1988年），男，江苏吴县人，中国昆虫学家，曾任军事医学科学院研究员、博士生导师，第五届全国人大代表。